# Гамба Осака
„Гамба“, Осака (Ganba, Ōsaka) е футболен клуб от град Осака, Япония.
Основан е през 1980 г. като фирмен отбор на „Мацушита Илектрик Индустриал“ (от октомври 2008 г.: „Панасоник Корпорейшън“). „Гамба“ е създаден от кадри на закрития „Янмар Клуб“ – „Б“ отбор на „Янмар Дизел“ (сега „Серезо“, Осака. Названието му идва от Италия: „Gamba“ – крак.
Сред известните играчи които са минали през тима, са украинецът Олег Протасов през 1994/95, беларусинът Сергей Алейников през 1993/95, легендата на Локомотив София и ЦСКА (София) Кирил Метков през 1993/95 и бившият играч на ЦСКА македонецът Бобан Бабунски през 1996/98.

## Успехи
- Шампион на Япония: 2005, 2014
- Купа на Джей Лигата: 2007, 2014
- Купа на Императора: 1990, 2008, 2009, 2014, 2015
- Суперкупа: 2007,2015
- Шампионска лига на Азия: 2008
- Световно клубно първенство: 3-то място, 2008